# Trichoplites latifasciaria
Trichoplites latifasciaria là một loài bướm đêm trong họ Geometridae.